# コナー・マクデビッド
- コナー・マクデイビッド

コナー・アンドリュー・マクデビッド（Connor Andrew McDavid, 1997年1月13日 - ）は、カナダのオンタリオ州リッチモンドヒル出身のプロアイスホッケー選手。NHLのエドモントン・オイラーズに所属している。ポジションはセンター。現代のNHLにおける最高の選手の一人と評され、シドニー・クロスビーやウェイン・グレツキーと比較されている。

## 経歴

### 生い立ち
カナダで生まれ育つ。3歳の頃からホッケーを始め、家の地下で練習していた。両親はマクデビッドの年齢を偽り、年上の選手たちで構成されたユースチームでプレーさせていたが、後にこれが発覚し、地元の青少年ホッケー協会から禁止された。
2012年にはGTHLで最優秀選手賞を受賞した。

### ジュニア
NCAAの大学に進学することも検討していたが、最終的には大学進学を待たずにOHLのエリー・オッターズと契約した。

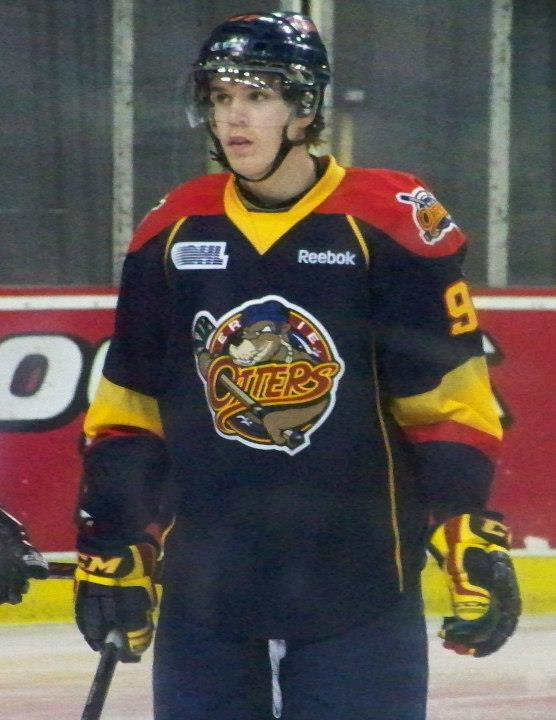
エリー・オッターズでのマクデビッド
(2013年)

オッターズで3年間プレーし、通算で97ゴール、188アシスト、285ポイントを記録した。

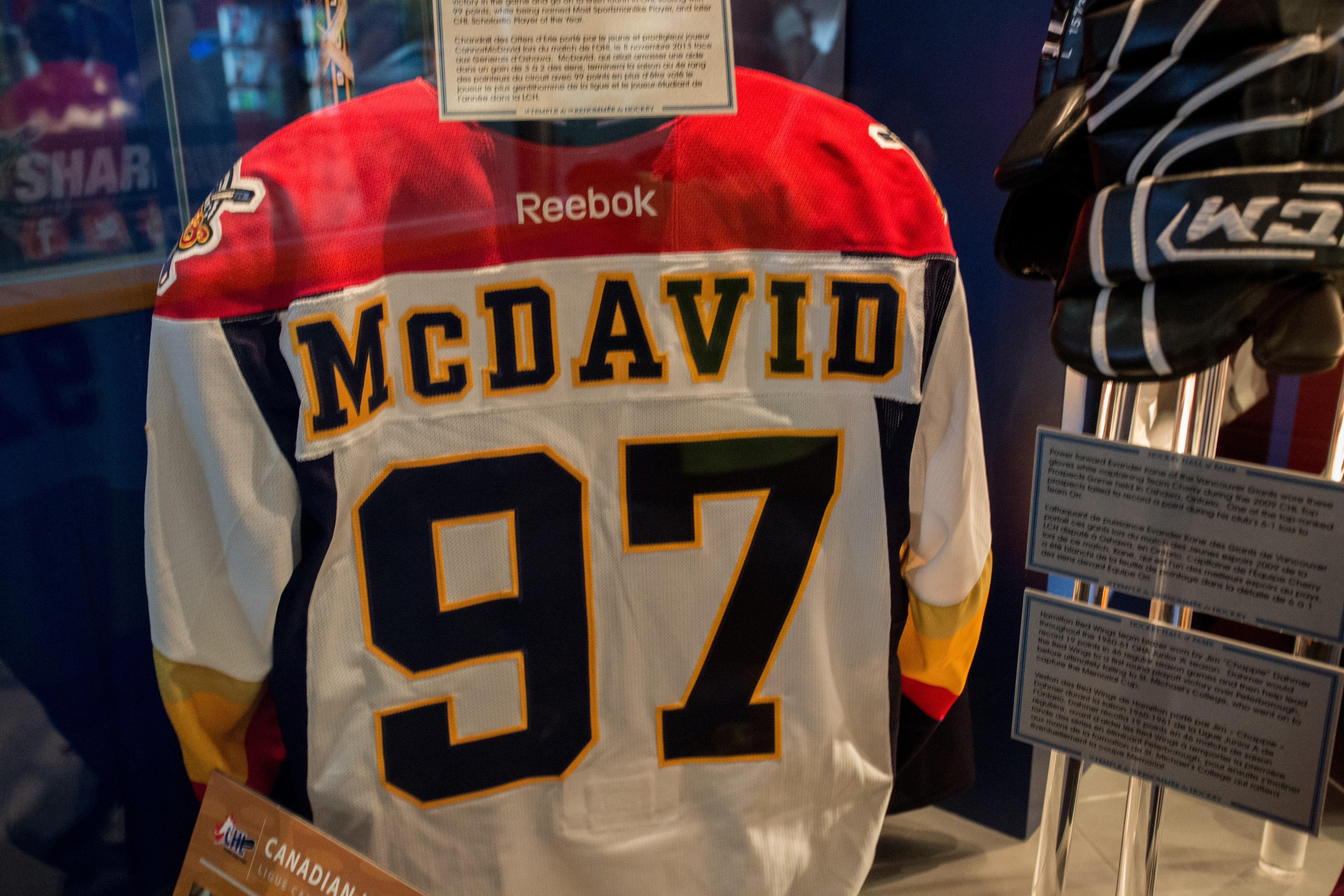
ホッケー殿堂に飾られているオッターズ時代のユニフォーム

### エドモントン・オイラーズ
2015年のNHLドラフトにて、全体1位でエドモントン・オイラーズから指名された。7月3日に3年総額1,130万ドルのルーキー契約を結んだ。
2015-16シーズン、2015年11月3日のフィラデルフィア・フライヤーズ戦で左鎖骨を骨折し、37試合を欠場した。その後復帰し、2016年2月11日のトロント・メープルリーフス戦では2ゴール、3アシストを記録した。シーズン全体では16ゴール、32アシスト、48ポイントを記録し、カルダー記念賞の投票では2位だった。
2016-17シーズン開幕前に、NHL史上最年少となる19歳と266日でキャプテンに就任した。開幕後、2016年11月19日のダラス・スターズ戦でハットトリックを達成した。2017年1月13日のニュージャージー・デビルス戦で2アシストを記録し、全選手中最速でシーズン50ポイントに到達した。5日後のフロリダ・パンサーズ戦で通算100ポイントに到達した。シーズン途中には自身初となるオールスターゲームに選出された。最終的に30ゴール、70アシスト、100ポイントを記録し、2006-07シーズンのシドニー・クロスビー以来、最年少となるアート・ロス記念賞を受賞した。チームはマクデビッドの活躍もあり11年ぶりにプレーオフへ出場し、1回戦でサンノゼ・シャークスに勝利したが、2回戦でアナハイム・ダックスに敗れた。プレーオフの13試合では5ゴールを記録した。シーズン終了後、ハート記念賞、テッド・リンジー賞を受賞し、NHLオールスターファーストチームに選出された。
2017-18シーズン開幕前に、オイラーズと8年総額1億ドルの契約延長に合意した。このシーズンは41ゴール、67アシスト、108ポイントを記録し、2001年のヤロミール・ヤーガー以来となる、2年連続でのアート・ロス記念賞を受賞した。シーズン途中に開催された平昌オリンピックへの出場を望んでいたが、NHLの財政上の問題で出場を許可されなかった。
2018-19シーズン、2018年10月28日のシカゴ・ブラックホークス戦でゴールを記録し、シーズン開幕から最初の10試合で合計17ポイントに到達。1989-90シーズンのマーク・メシエが保持していた球団記録を更新した。12月13日にはNHL通算240試合目の試合で2アシストを記録し、22歳の誕生日を迎える前に通算300ポイントに到達した史上9人目の選手となった。また、21世紀において、エヴゲニー・マルキンと並び最も少ない試合で300ポイントに到達した選手となった。最終的に41ゴール、自己最高の75アシスト、116ポイントを記録し、ハート記念賞の投票では3位だった。カルガリー・フレームスとのレギュラーシーズン最終戦にて、フレームスのゴールネットに時速40km/h以上のスピードで激突。試合後に後十字靱帯と膝窩筋の完全断裂、内側半月板と外側半月板の断裂、そして脛骨骨折と診断された。チームはプレーオフ進出の可能性が消滅していたため手術は受けず、リハビリに努めた。
2019-20シーズンに復帰し、2019年11月10日のダックス戦でハットトリックを達成し、通算400ポイントに到達。当時22歳であり、23歳の誕生日を迎える前に通算400ポイントに到達した史上8人目の選手となった。2020年2月9日のナッシュビル・プレデターズ戦では1アシストを記録した。この試合でチームメイトのレオン・ドライザイトルが2ゴールを記録し、共にシーズン通算30ゴール、80ポイントに到達。チームメイトが同時にこの成績に到達したのは1996-97シーズンのマリオ・ルミューとヤロミール・ヤーガー以来であった。プレーオフでは予選ラウンドで下位シードのブラックホークスに敗れた。
2020-21シーズンは新型コロナウイルスの影響で56試合の短縮シーズンとなった中で33ゴール、72アシスト、105ポイントを記録し、チームメイトのドライザイトルとの争いを制して3度目のアート・ロス記念賞を受賞。ウェイン・グレツキーと並び史上最多タイとなる3度目のテッド・リンジー賞に加え、ハート記念賞も満票で受賞した。しかし、プレーオフでは1回戦でウィニペグ・ジェッツにスイープされ敗退した。このシリーズはジェッツ有利な判定が多く、マクデビッドも審判に対して「ルールに基づいた判定をしてくれ」と不満を漏らした。
2021-22シーズンは開幕から17試合連続でポイントを記録した。チームは球団史上最高となる9勝1敗という好スタートを切るもその後調子を落とし、2020年2月の自点でプレーオフ圏外だったが、監督を交代してからは26勝9敗と調子を取り戻し、プレーオフへ出場した。このシーズンは44ゴール、123ポイントを記録し、4度目となるアート・ロス記念賞を受賞した。プレーオフではロサンゼルス・キングスとの1回戦において、7試合で4ゴールと10アシストを記録し、チームは4勝3敗で勝利。単一のプレーオフシリーズにおいて6試合で複数ポイントを記録した史上2人目の選手となった。フレームスとの2回戦では3勝1敗とリードした第5戦のオーバータイムで決勝ゴールを記録し、チームは2006年以来となるカンファレンスファイナルに進出した。カンファレンスファイナルでは最終的に同年優勝することになるコロラド・アバランチにスイープされ、敗退した。この年のプレーオフでは全選手最多となる10ゴールを記録。最終ラウンドに出場していないチームの選手が得点王となるのは2002年のピーター・フォースバーグ以来だった。
2022-23シーズン、バンクーバー・カナックスとの開幕戦でハットトリックを達成し、1980年代以降では史上最速で通算700ポイントに到達した。2023年2月21日の試合では史上5番目の速さで通算800ポイントに到達した。4月8日の試合では64ゴール目を記録し、史上6人目となるシーズン150ポイントの大台に到達した。最終的に3年連続5度目となるアート・ロス記念賞、自身初となる得点王を受賞した。このシーズンの153ポイントは歴代4位の記録であり、メディアからは「世紀のシーズン」と評された。レギュラーシーズン終了後、ハート記念賞とテッド・リンジー賞を同時受賞し、4冠達成となった。プレーオフでは1回戦でキングスに勝利したが、2回戦でベガス・ゴールデンナイツに敗れた。

## 人物
ガールフレンドのローレン・カイルと2016年から交際しており、2023年に婚約した。
幼少期はトロント・メープルリーフスの熱狂的なファンであり、他にはピッツバーグ・ペンギンズの試合もよく観戦している。ホッケー以外ではMLBのトロント・ブルージェイズのファンであり、2016年にはブルージェイズの試合で始球式を行った。
2022年には、スポーツ賭博会社BetMGMのアンバサダーに就任した。
エドモントンの先住民族への慈善活動を行っており、子供たちがスポーツをするための費用として8万5000ドルを寄付している。この他に、病気の子供たちを支援する活動も行っている。

## 詳細情報

### 賞歴
- ハート記念賞：3回（2017年、2021年、2023年）
- コーン・スマイス賞：1回（2024年）
- テッド・リンジー賞：4回（2017年、2018年、2021年、2023年）
- アート・ロス記念賞：5回（2017年、2018年、2021年 - 2023年）
- NHLオールスターゲーム選出：6回（2017年 - 2020年、2022年、2023年）
- NHLオールスタースキルコンペ優勝：3回（2017年 - 2019年）
- NHL得点王：1回（2023年）
- NHLオールスターチーム
  - 1stチーム：5回（2017年 - 2019年、2021年、2023年）
  - 2ndチーム：1回（2022年）
- NHLオールルーキーチーム（2016年）

### 記録

#### NHL記録
- 史上最年少でのキャプテン就任：19歳と266日

### 背番号
- 97（2015年 - ）